# Chevaigné
Chevaigné è un comune francese di 1 897 abitanti situato nel dipartimento dell'Ille-et-Vilaine nella regione della Bretagna.

## Storia
In origine è stata un pagus o una villa gallo-romana, costruita sulle sponde dell'Ille, lungo la strada che collegava Rennes ad Avranches.
Nel 1152 fu un priorato affidato alla potente abbazia di Saint-Melaine da Alain I, vescovo di Rennes, e confermato da papa Lucio III nel 1183.

### Seconda guerra mondiale
Il 18 giugno 1940 il paese fu occupato dalle truppe tedesche fino al 1º agosto 1944 quando venne liberato dall'esercito statunitense comandato dal generale Patton.

### Simboli
Lo stemma comunale si blasona:

## Società

### Evoluzione demografica
Abitanti censiti